# ثور (دنیای سینمایی مارول)
ثور اودینسون (به انگلیسی: Thor Odinson) شخصیتی است که توسط کریس همسورث در مجموعه فیلم‌های دنیای سینمایی مارول ۶۱۶ (MCU) بازیگری و بر اساس شخصیتی در مارول کامیکس به همین نام ساخته شده‌است.
- Avengers
- نگهبانان کهکشان (تیم ۲۰۰۸)
- Revengers (formerly)

|family=
- اودین (شخصیت کمیک) (father)
- فریگا (شخصیت کمیک) (mother)
- هلا (کمیک) (half-sister)
- لوکی (دنیای سینمایی مارول) (adopted brother)

|home=
- آسگارد (کمیک) (formerly)
- New Asgard